# Start a War
Start a War es el cuarto álbum de Static-X. El álbum salió a la venta en junio de 2005. Existe una versión especial denominada X-Rated que incluye un DVD con una gran cantidad de extras. 
Este álbum está marcado por el regreso al grupo del guitarrista Koichi Fukuda, aunque solo se dedicó a dar ayuda a la hora de la programación ya que la guitarra fue grabada por Wayne Static y Tripp Eisen. Es el primer álbum en el que utilizan al batería utilizado únicamente en los conciertos Nick Oshiro. Cuando le preguntaron por el álbum, Wayne Static dijo: - "Queríamos intentar recrear el espíritu de Wisconsin Death Trip, con Koichi de vuelta." Además es la primera vez que ningún componente abandona el grupo después de sacar un álbum (Koichi Fukuda después de Wisconsin Death Trip, Ken Jay después de Machine y Tripp Eisen después de Shadow Zone).

## Lista de canciones
1. "The Enemy" – 2:28
2. "I'm the One" – 2:36
3. "Start a War" – 2:44
4. "Pieces" – 2:38
5. "Dirthouse" – 3:03
6. "Skinnyman" – 3:40
7. "Just in Case" – 4:24
8. "Set It Off" – 3:55
9. "I Want to Fucking Break It" – 2:42
10. "Night Terrors" – 3:09
11. "Otsego Amigo" – 2:45
12. "My Damnation" – 4:01
13. "Brainfog" – 9:53 (incluye una versión a cappella de "Otsego Amigo" como canción oculta, con un final drum n bass)

## Versión DVD
Start a War estaba disponible en formato digipak con un DVD titulado X-Rated.
La mayor parte del DVD fue grabado mientras Tripp estaba todavía en la banda. Cuando la abandonó el DVD tuvo que ser 'editado', aunque se le puede apreciar en algunas tomas. Nuevas grabaciones en directo fueron grabadas con Koichi Fukuda. Por lo tanto, esto significa que la mayor parte del DVD está interpretado por Tony, Nick y Wayne.